# Kontorsion

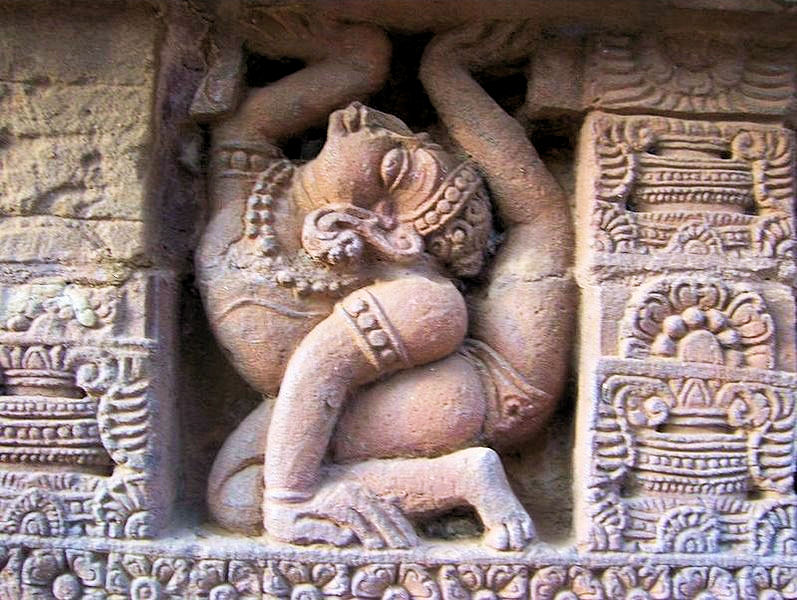
Tänzerin bzw. Kontorsionistin am Parasumaresvara-Tempel in Bhubaneswar, Indien (7. Jh.)

Der Begriff Kontorsion (lat. contortio ‚Drehung, Windung‘) beschreibt eine Form von Akrobatik-Vorführungen, bei der der Artist seinen Körper in Positionen verdreht oder verbiegt, die für die meisten Menschen unerreichbar zu sein scheinen. Kontorsion kann sowohl Teil einer Zirkus-Nummer als auch eigenständige Darbietung sein. Die Disziplin wird als Kontorsionistik bezeichnet.
Ein Kontorsionist, auch Schlangenmensch genannt, ist somit ein Akrobat, der seinen Körper aufgrund von jahrelangem Training extrem biegen kann. Im Allgemeinen haben Kontorsionisten bereits eine ungewöhnlich hohe natürliche Beweglichkeit, die dann noch durch spezielle Turnübungen gesteigert wird.

## Formen
Meistens werden Kontorsionisten entweder als Frontbender (engl. „Vorbeuger“) oder als Backbender (engl. „Zurückbeuger“) kategorisiert, abhängig davon, in welche Richtung ihre Wirbelsäule beweglicher ist. Nur wenige Darsteller beugen sich gleichermaßen geschickt nach vorn und hinten.

Das Nach-hinten-Biegen wird oft auch „Kautschukarbeit“ und das Nach-vorne-Biegen nach Eduard Klischnigg „Klischniggerarbeit“ genannt.
Bei den Vorführungen zeigen Kontorsionisten unter anderem folgende Fähigkeiten:

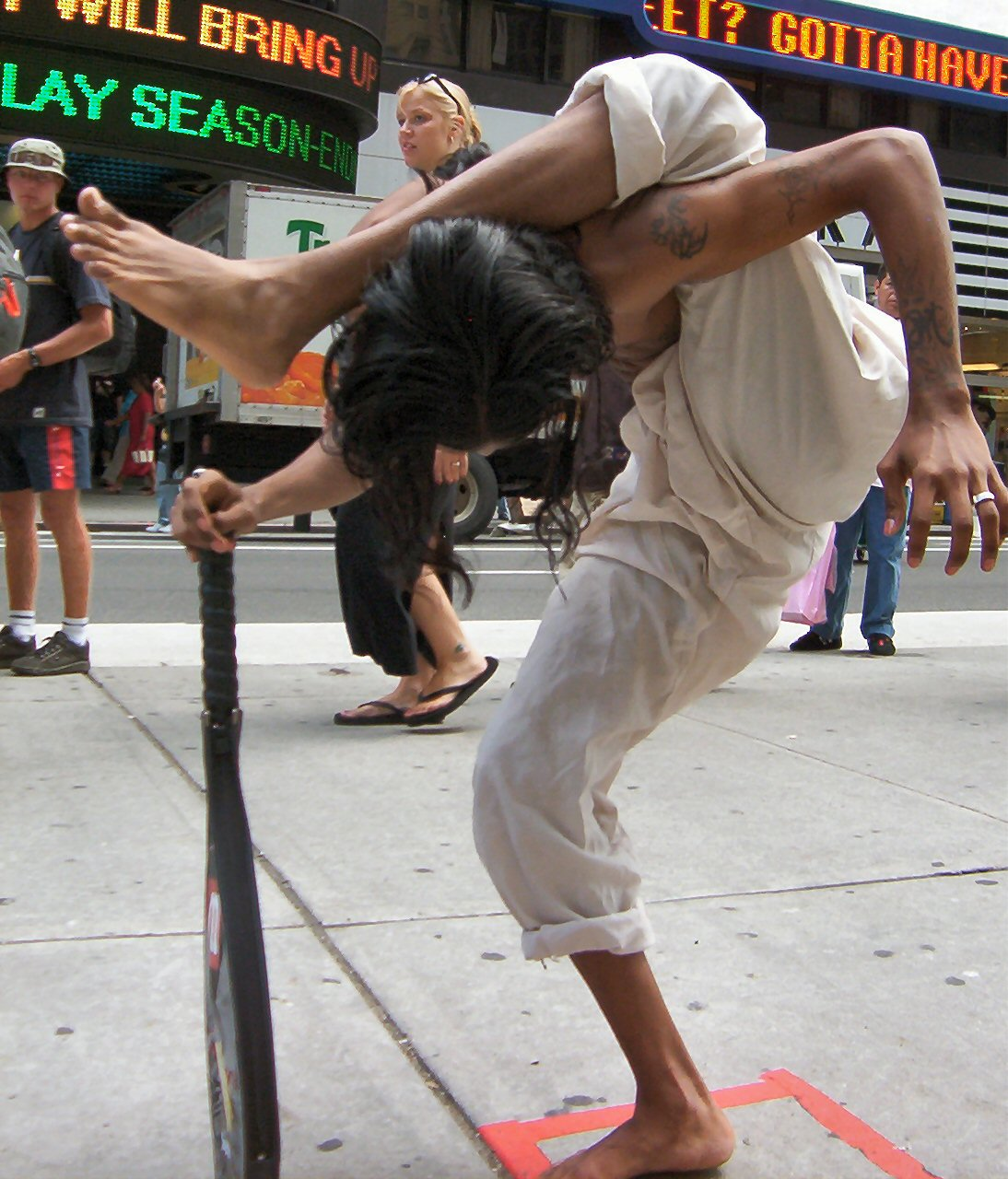
Stehender Frontbend

- Frontbending-Übungen wie zum Beispiel das Vorwärtsfalten an der Taille mit gestreckten Beinen oder das Verschränken der Beine hinter dem Kopf (Yoganidrasana, auch menschliche Knoten genannt). Während einer Vorwärtsfaltung kann auch der Körper durch einen Ring oder ein Fass geführt werden.

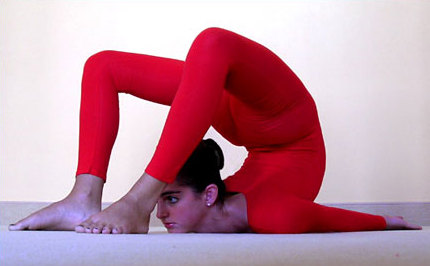
„Brücke“ durch Backbend

- Backbending-Übungen wie das Berühren des Kopfes mit den Füßen oder gar dem Gesäß (ein so genannter Kopfsitz) – im Stehen, auf dem Boden liegend oder im Handstand. Eine Marinelli-Beuge ist ein Backbend, bei welchem der Kontorsionist sich lediglich auf eine kleine Halterung stützt, die er im Mund hält. Unter einem Cheststand versteht man eine Position, in dem der Kontortionist auf der Brust „sitzt“ in Kombination mit einem Backbend z. B. einem Kopfsitz.

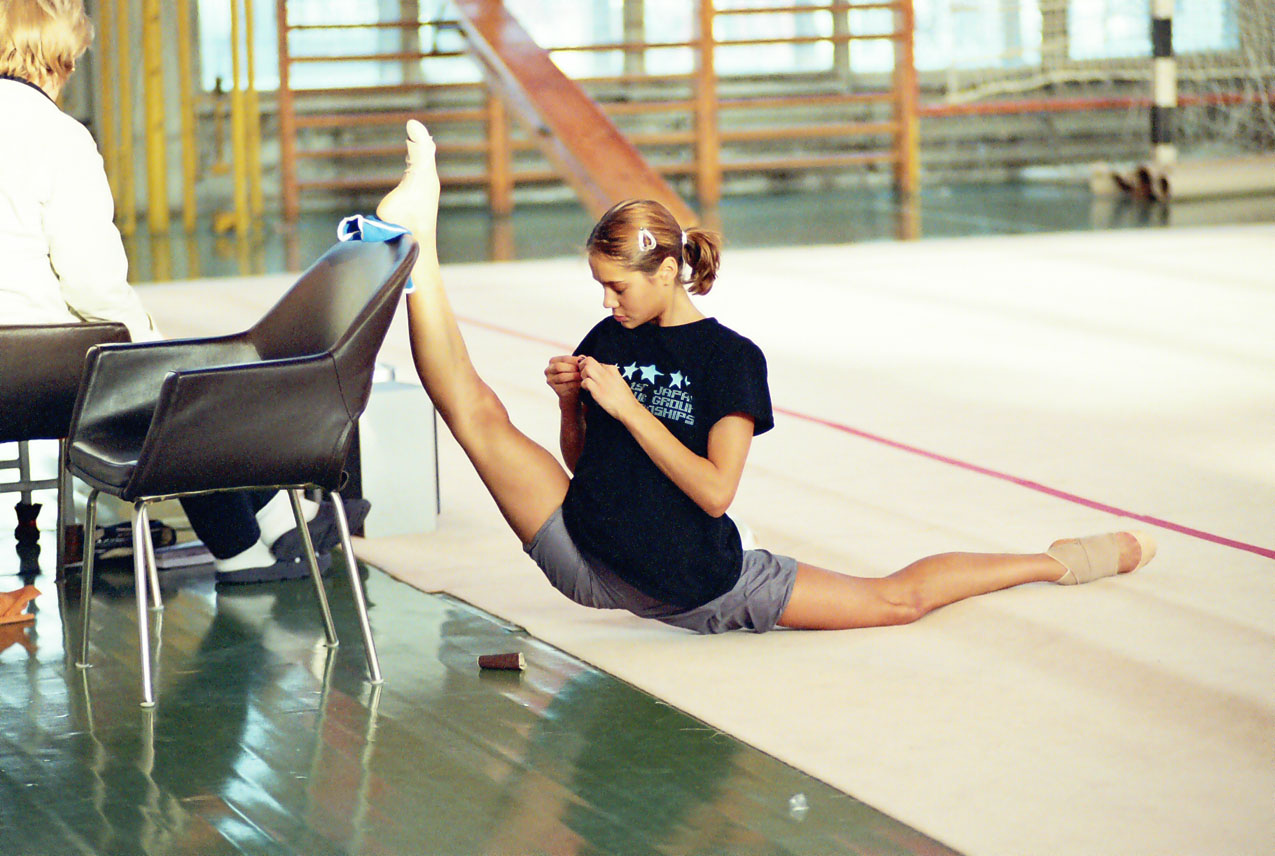
Irina Tschaschtschina beim Überspagat

- Spagat und Überspagat (ein Spagat von mehr als 180 Grad) können sowohl in Front- als auch Backbending-Übungen integriert werden. Ein Überspagat kann ausgeführt werden, indem die Füße durch zwei Stühle oder von zwei Helfern gestützt werden.

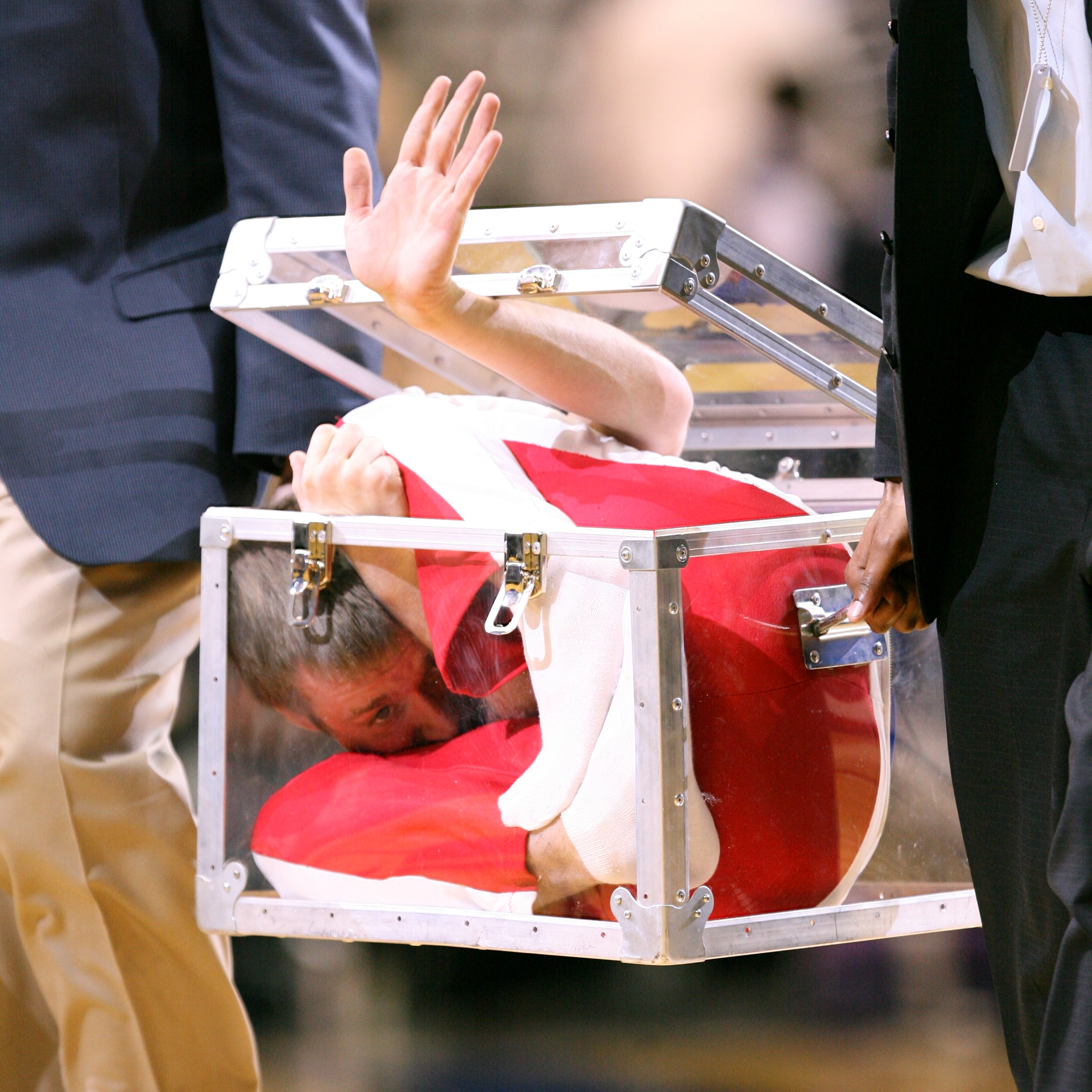
„Mann in der Kiste“ durch Enterologie

- Enterologie (engl. Enterology oder auch Box Act, etwa „Kistennummer“) ist die Praxis, jemandes Körper in einen kleinen, kniehohen Kasten zu drücken, der für einen Menschen viel zu klein zu sein scheint. Gewöhnlich kreuzt der Zusammengedrückte dabei die Beine und nimmt den Kopf zwischen die Knie.
- Verrenkungen der Schultern oder Hüftgelenke werden manchmal als eigenständige Übungen vorgeführt. Zum Beispiel wird dabei der Arm gehoben und hinter dem Kopf vorbei auf der anderen Schulter abgelegt. Im englischen auch als „Bonebreaking“ bekannt.

## Arten von Darbietungen
Wie andere darstellende Künste kann Kontorsion verschiedene Stimmungen vermitteln, abhängig von den gewählten Kostümen und der Choreographie, sowie von der Persönlichkeit und den schauspielerischen Fähigkeiten des Darstellers.
Darsteller können zum Beispiel einen Stil wählen, der schön, athletisch, verrückt, unheimlich, sinnlich, erotisch oder humorvoll ist, und jeder dieser Stile hat Anhänger, die ihn bevorzugen, manchmal bis zum Ausschluss anderer Stile.
Einige spezielle Arten von Vorstellung:
- Ein Adagio-Akt (ausgesprochen: [aˈdaʤjɔ]) ist ein sehr langsamer, akrobatischer Tanz, bei welchem ein Partner den anderen Partner hebt und trägt, wobei er Spagat und andere Beweglichkeitsposen zeigt.
- Bei einem Rag-Doll-Akt oder Golliwog-Akt, verbiegen, tragen oder schütteln ein oder zwei Helfer den Kontorsionisten auf eine Art und Weise, in der das Publikum überzeugt wird, dass der verkleidete Darsteller eine schlaffe, lebensgroße Puppe sei. Die Vorführung endet gewöhnlich damit, dass die Puppe in einen kleinen Kasten gestopft wird, worauf sie aus diesem von selbst wieder heraussteigt und das Kostüm auszieht.
- Ein spanisches Netz ist eine Kontorsions-Vorführung, die hoch über der Bühne durchgeführt wird. Dabei hält sich der Akrobat an einer Schlaufe eines dicken, weichen Seiles fest, das von der Decke herunterhängt.
- Manche Darsteller hantieren während der Darbietung auch mit Requisiten, schwingen zum Beispiel Hula-Hoop-Reifen, jonglieren mit Ringen, balancieren Türme von Weingläsern oder spielen ein Musikinstrument.

Ein Kontorsionist kann allein auftreten, einen oder mehrere Helfer haben oder in einer Gruppe von mehreren Kontorsionisten auftreten. Dabei sind Utensilien, wie etwa Koffer oder auch transparente Kisten, zur Demonstration nicht unüblich. Auch kommen gerne Podeste und Griff-Systeme zur Erhöhung des Standorts gegenüber dem Betrachter zum Einsatz. Begleitende Tanz-, Musik- und Beleuchtungsarrangements gehören zum regelmäßigen Repertoire, um eine für die Darbietung geeignete, spannungsgebende Atmosphäre zu schaffen. In der Regel beschränkt sich eine solche Darbietung auf ein kleines Repertoire an Grundelementen, das mit aufwertenden Variationen in langsamer Bewegung bis zum jeweiligen Höhepunkt der Figur präsentiert wird.
Bei der Präsentation steht der Phantasie der Artisten nichts im Wege, wobei üblicherweise hautenge Kleidung, meist Bodys mit langen Arm- und Beinteilen, bevorzugt wird. Die Farbgebung ist sowohl uni als auch strukturiert. Man findet gerne Hautfarben, gold und silber, aber auch viele weitere Farben. Gelegentlich wird auch schwarzes Gummi als Material verwendet. Bei einem gemusterten Dress werden sowohl die Körperlinie betonende, aber auch die Linie verschleiernde Phantasiedesigns gewählt. Auch Tier-Designs, zum Beispiel Schlange oder eine Katze sind nicht ungewöhnlich. In ihrer Wirkung unterscheiden sie sich dahingehend, dass teilweise jeder Muskel und auch der Knochenbau stark hervortritt. Weichteile werden, bedingt durch die Stretch-Wirkung der Stoffe, eher kaschiert. Eine eher veraltete Auftrittsform stellt Sport-Design im Stil von historischen Gewichthebern bzw. Kraftathleten dar. Auch entsprechende Körperbemalung kommt gelegentlich zum Einsatz, erfordert jedoch wesentlich höheren Vorbereitungsaufwand. Im Sinne griechischer Ästhetik ist auch die Demonstration ohne Bekleidung eine Option, die jedoch aus Gründen des Jugendschutzes in einer breiten Öffentlichkeit wenig akzeptabel ist. Gelegentlich kommt auch üppiger Kopfschmuck, eine Robe, Hals- und Armreife oder Colliers beim Auftritt zum Einsatz, die aber in der Regel vor der eigentlichen Aktion abgelegt werden. Je nach Akteur und Ziel der Darstellung werden auch Schuhe getragen, wobei jedoch häufiger mit Ballettschuhen, aber gerne auch barfuß agiert wird.
In der Vergangenheit waren Kontorsionisten fast ausschließlich vom Zirkus und dem Jahrmarkt her bekannt, jedoch finden sie neuerdings auch zunehmend Arbeit bei Auftritten in Nachtclubs, Vergnügungsparks, in Zeitschriften-Anzeigen, auf Messen, in Fernseh-Varieté-Vorführungen, in Musikvideos, als Aufwärm-Auftritte oder im Hintergrund von Konzerten. Auch werden heute Kontorsion-Fotos und -Videoclips von Fans im Internet getauscht; mehrere Websites bieten den Zugang zu Kontorsion-Fotos gegen monatliche Bezahlung oder verkaufen Videokassetten per Post.

## Sportmedizinische Aspekte
Kontorsion ist kein Breitensport, sondern vielmehr eine Kunst, die es hart und intensiv zu trainieren gilt. Während zum Beispiel das Stretching im Zusammenhang mit Krankengymnastik für die Wiederherstellung der normalen Beweglichkeit eines Menschen ein wichtiges Ziel ist, erzielt man mit dem bei Kontorsion praktizierten Stretching Bewegungsmöglichkeiten, die weit über das Normalmaß und damit über die lebenswichtige Beweglichkeit hinausgehen. Im Idealfall wird Kontorsion so eingeübt, dass sie langsam und schrittweise, vergleichbar einem Radrennfahrer oder einem Leichtathleten, die Möglichkeiten des Körpers erweitert – meist fast unmerklich im Millimeterbereich, so dass jahrelanges Training erforderlich ist. Das Erzwingen von Ergebnissen, zum Beispiel durch übermäßige dynamische Belastung, führt zwangsläufig zu bedenklichen inneren Verletzungen der beteiligten Organe und kann das ganze Vorhaben zu Fall bringen.
Idealerweise wird bereits in jungen Jahren begonnen, die individuellen Grenzen zu verschieben, beispielsweise in einer Zirkusschule, im Ballett oder im Rahmen von Sportgymnastik. Dabei werden sowohl Muskeln, wie auch Sehnen und Bänder durch Belastung beansprucht, worauf der menschliche Körper mit kräftigerem Wachstum reagiert. Dieses Wachstum führt sowohl zu einer Umfangszunahme, was aber zugleich eine Zunahme der maximalen Länge dieser Organe bei Dehnung bedeutet. Zugleich wird durch die Trainingsarbeit eine Enthärtung oder besser gesagt Flexibilisierung dieser Komponenten erzielt. Hieran ist nicht zuletzt eine trainingsbedingte bessere Durchblutung ursächlich beteiligt.
Ein entscheidender Aspekt des Trainings, aber auch jeder Vorführung ist das Aufwärmen, wie es Skifahrer und jeder Kraftsportler betreibt. Damit soll mittels sanfter, stärker werdender Belastung die Temperatur der Muskeln, deren Durchblutung und in der Folge deren Dehnbarkeit erhöht werden. Werden die Übungen einer Trainingseinheit zu schnell angegangen oder gar ohne jegliches Aufwärmen, so steigt das Risiko schmerzhafter Muskelzerrungen oder anderer Schäden am Körper. Regelmäßiges Training erlaubt es vor allem, die Kondition und damit den Anfangspunkt einer jeden Sitzung höher zu legen. Beispielhaft sei hier der Spagat angeführt, welcher für den untrainierten Menschen meist schon daran scheitert, dass beim Anwinkeln des Oberschenkels auch der Unterschenkel wie beim normalen Gehen in Neigung geht. Er wird zunächst nur als Grätsche trainiert, die dann immer breiter wird, langsam das Annähern und Aufsetzen auf dem Boden erlaubt, bis sie schließlich sowohl die in nach vorne gestreckter Haltung, wie auch mit zweiseitig ausgestreckten Beinen praktizierbar ist. Beim Training sind gute Anatomiekenntnisse hilfreich, da die Beinmuskulatur mit ihrem Pfannengelenk und der mitbestimmenden Hüfte von mehreren unabhängigen Muskelpartien in ihrem Spielraum begrenzt wird. Gutes Training beansprucht in verschiedensten Übungen die einzelnen Muskelpartien einzeln oder auch in Gruppen in regelmäßiger Weise, ohne eine Partie auszulassen oder zu sehr zu fordern.
Zu beachten ist auch, dass bei Kontorsion die inneren Organe im Bauch-Bereich teilweise stark komprimiert werden, was evtl. durch den aktuellen Darm-Inhalt beeinträchtigt werden kann. Bei Schwangerschaft ist generell von derartigen Übungen abzuraten. Auch der Brustkorb erfährt Belastungen, sowohl durch extreme Überdehnung ins Hohlkreuz, aber auch durch die Nutzung des Brust-Bereichs als teils alleinige Stützfläche für das gesamte Körpergewicht. Die Gefahr von gefährlichen Rippenbrüchen, gerade bei den nicht geschlossenen Bögen im Lendenbereich, aber auch eine Beschädigung des Schwertfortsatzes des Brustbeins muss unbedingt beachtet werden. Eine zeitweilige Einschränkung der Atmung, insbesondere wenn der Bauchraum und damit mittelbar das Zwerchfell ebenfalls stark durch Dehnung beansprucht werden, ist zu erwarten, weitere körperlich stark anstrengende Tätigkeiten sind nicht ratsam. Die extreme Überstreckung der Halswirbelsäule kann zur Einschränkung der Atmung durch die Spannung auf die Luftröhre und den Kehlkopf führen. Auch eine reduzierte Blutzufuhr zum Gehirn durch die beiden Halsarterien kann eintreten, so dass überlanges Verharren in Überstreckung zumindest das aktuelle Wohlbefinden und damit die Trainingsfähigkeit beeinträchtigen kann. Generell kann auch jede andere längere Überdehnung zu Zirkulationsstörungen im Blutkreislauf führen oder auch Nervenbahnen beeinträchtigen.
Kontorsion, wenn sie richtig betrieben wird, ist weder kurz- noch mittelfristig besonders strapaziös, insbesondere wenn sie von Personen betrieben wird, die das 20. Lebensjahr noch nicht überschritten haben. Das Training von Muskeln und Sehnen soll sogar eine Verbesserung im Sinne von höherer Dynamik des Menschen, und damit beispielsweise eine größere Wahrscheinlichkeit, diverse Sturz-Unfälle unbeschadet zu überstehen, bewirken. Langfristig ist durch die wiederholten intensiven Übungen vor allem mit Gelenkabnutzungen zu rechnen. Insbesondere die starke Überdehnung kann in fortgeschrittenem Alter und mit Wegfall des Trainings dazu führen, dass bei falschem Rückbau der Weichteile die Gelenke weniger stark gehalten werden, und damit die Gefahr von Ausrenkungen gesteigert wird. Wie bei vielen Leistungssportlern ist somit zum möglichen Ende der Aktivitäten hin eine mehrjährige Ausklingphase mit entsprechenden kleinerwerdendem Trainingsaufwand einzuplanen. Ähnliche Gefährdungen bestehen auch schon in der aktiven Phase bei einer Vernachlässigung von Kraftaufbau im Training bei zunehmender Dehnfähigkeit von Muskeln und Faszien. Dies gilt insbesondere für Menschen mit bereits natürlich veranlagter hoher Gelenkflexibilität (Hypermobilität). Ein spezielles Risiko für Wirbelsäule, Nervenbahnen und Gelenkknorpel besteht durch die teils extreme Krümmung, ja fast Abwinklung im Lendenbereich, die dem aufrecht gehenden Menschen eigentlich fremd ist. Zwar gibt es gerade in diesem Bereich Muskelpartien, die üblicherweise nur noch rudimentär genutzt werden, die durch gezieltes Training auch um ein zigfaches leistungsfähiger gemacht werden können, doch ändert dies nichts an der Tatsache, dass man sich damit dem erhöhten Risiko eines Bandscheibenvorfalls, des Austritts von Knorpelmasse oder des Einklemmens von Nervenbahnen des Rückenmarks aussetzt, was Schäden bedeutet, die selten durch die heutige Fachmedizin vollständig oder auch nur großteils wieder zum vorigen Zustand hin korrigiert werden können.

## Mythen
Viele Mythen und Irrglauben sind über Kontorsionisten verbreitet worden; die meisten von ihnen sind dem Unwissen der breiten Öffentlichkeit über die menschliche Anatomie und Physiologie geschuldet, während andere bewusst von Kontorsionisten oder Fans erfunden wurden, um die Darbietungen noch mysteriöser erscheinen zu lassen.
- Mythos: Schlangenmenschen reiben sich ihre Gelenke mit Schlangenöl ein oder trinken spezielle Elixiere, um beweglich zu werden. – Dies war ein gängiger Mythos im 19. Jahrhundert, als Medizin-Shows Kontorsionisten engagierten, um die Wirksamkeit ihrer Arthritis-Mittel zu „beweisen“. Deren extremes Verbiegen war jedoch keineswegs die Wirkung dieser Heilmittel. Beweglichkeit ist entweder angeboren oder das Ergebnis intensiven Trainings, meistens jedoch beides.
- Mythos: „Gelenkige“ Leute haben mehr Gelenke als die meisten Menschen. – Alle vollständig entwickelten Menschen haben genau dieselbe Anzahl von Gelenken. „Gelenkig“ ist umgangssprachlich und bedeutet, dass die äußere Erscheinung eines Menschen beschrieben werden soll, der sich viel weiter biegen kann, als man denken könnte, dass es die Gelenke zulassen würden. Trotz des Ursprungs des Wortes ist es ein vollkommen annehmbarer Ausdruck, um einen hyperbeweglichen Menschen zu beschreiben.
- Mythos: Kontorsionisten müssen sich ihre Gelenke ausrenken, wenn sie sich ungewöhnlich weit biegen. – Einige Menschen sind tatsächlich fähig, ohne Schmerz Gelenke aus der Pfanne hüpfen zu lassen, und ohne ein Röntgenbild anzufertigen ist es unmöglich festzustellen, ob ein Gelenk gerade ausgerenkt ist oder nicht. Solange aber die Gelenkpfanne nicht krankhaft verformt ist, können die meisten Posen auch eingenommen werden, ohne ein Gelenk auszurenken. Wirkliches Ausrenken kommt während athletischer Kontorsions-Vorführungen eher selten vor, zumal ein ausgerenktes Gelenk instabil und anfällig für Verletzungen ist und auch keinerlei Gewicht halten kann.
- Mythos: Kontorsionisten können sich knochenlos in jede Richtung biegen. – Der Grad an Beweglichkeit der einzelnen Gelenke eines Menschen variiert von unterdurchschnittlicher bis zu extremer Beweglichkeit, einschließlich sämtlicher Zwischenschritte. Des Weiteren bestimmt die Beweglichkeit eines Gelenkes in eine Richtung weder die Beweglichkeit in die Gegenrichtung, noch die Beweglichkeit der anderen Gelenke im Körper. Kontorsionisten können jedoch die Illusion schaffen, knochenlose Körper zu haben, indem sie sich auf die Übungen spezialisieren, die ihre Beweglichkeit am besten zur Geltung kommen lassen; den Rest erledigen dann ihre schauspielerischen und pantomimischen Fähigkeiten.
- Mythos: Zum Kontorsionisten muss man geboren sein. – Muskel-Beweglichkeit kann erworben werden. Solange also die Gestalt der Knochen oder Gelenke nicht die Beweglichkeit einschränken, sollte es jedem ausreichend motivierten Menschen unabhängig von seiner natürlichen Beweglichkeit möglich sein, Kontorsions-Übungen zu erlernen. Diejenigen, die jedoch von Natur aus bewegliche Gelenke haben, haben einen Vorteil sowohl im Wissen, dass sie eine Begabung für Kontorsion haben, als auch bei dem Grad an Beweglichkeit, den sie schließlich erreichen können. Insofern stimmt diese Aussage, da wirklich spektakuläre Stellungen bei nicht vorhandener günstiger Veranlagung, selbst bei noch so regelmäßigem Training niemals erreicht werden.
- Mythos: die meisten Kontorsionisten haben das Ehlers-Danlos-Syndrom oder das Marfan-Syndrom. – Menschen mit diesen Erbkrankheiten haben durch eine hyperbewegliche Konstitution (übermäßig dehnfähige Muskeln und Faszien) oft die Möglichkeit, ohne vorheriges Training erstaunliche kontorsionistische Tricks zu vollführen. Es besteht aber bei diesen Veranlagungen oft ein Missverhältnis zwischen Beweglichkeit und Kraft, bzw. Festigkeit von Muskulatur und Bindegewebe. Dies führt dazu, dass Menschen mit solchen Erbkrankheiten Schwierigkeiten haben Stellungen auszuführen, die eine starke Muskulatur voraussetzen. Das Trainieren und Ausüben kontorsionistischer Stellungen führt bei Menschen mit diesen Erbkrankheiten meist zu erheblichen gesundheitlichen Problemen in den Gelenken, die zu einer recht schnellen Aufgabe der Praxis führen.
- Mythos: Frauen sind besser geeignet, Kontorsionist zu werden, als Männer. – Bilder von Kontorsionisten quer durch die Geschichte und rund um die Welt zeigen alles in allem etwa gleich viele Frauen wie Männer. Westliche Kontorsionisten gegen Ende des 19. Jahrhunderts waren größtenteils Männer, genau wie heute im modernen Indien extreme Beweglichkeit größtenteils bei Männern zu finden ist. Außerdem zeigen medizinische Studien, dass die gleiche Anzahl von hyperbeweglichen Männern und Frauen gefunden werden, wenn die Eigenschaft in der Familie vorkommt. Deshalb ist die Tatsache, dass die meisten Kontorsionisten in den westlichen Kulturen heute weiblich sind, ein Ergebnis der gegenwärtigen kulturellen Vorliebe.
- Mythos: Asiaten sind beweglicher als Europäer. — Die Kunst der Kontorsion ist im asiatischen Kulturkreis zwar weiter verbreitet als im europäischen, jedoch hat, wie oben bereits erwähnt, das Ausmaß an Flexibilität eines Menschen nichts mit der Herkunft, sondern mit dem Training zu tun. Obwohl heutzutage mehr Kontorsionisten aus Asien als aus Europa auf den Bühnen zu sehen sind, bedeutet das nicht, dass diese auch beweglicher sind.

## Kontorsionisten

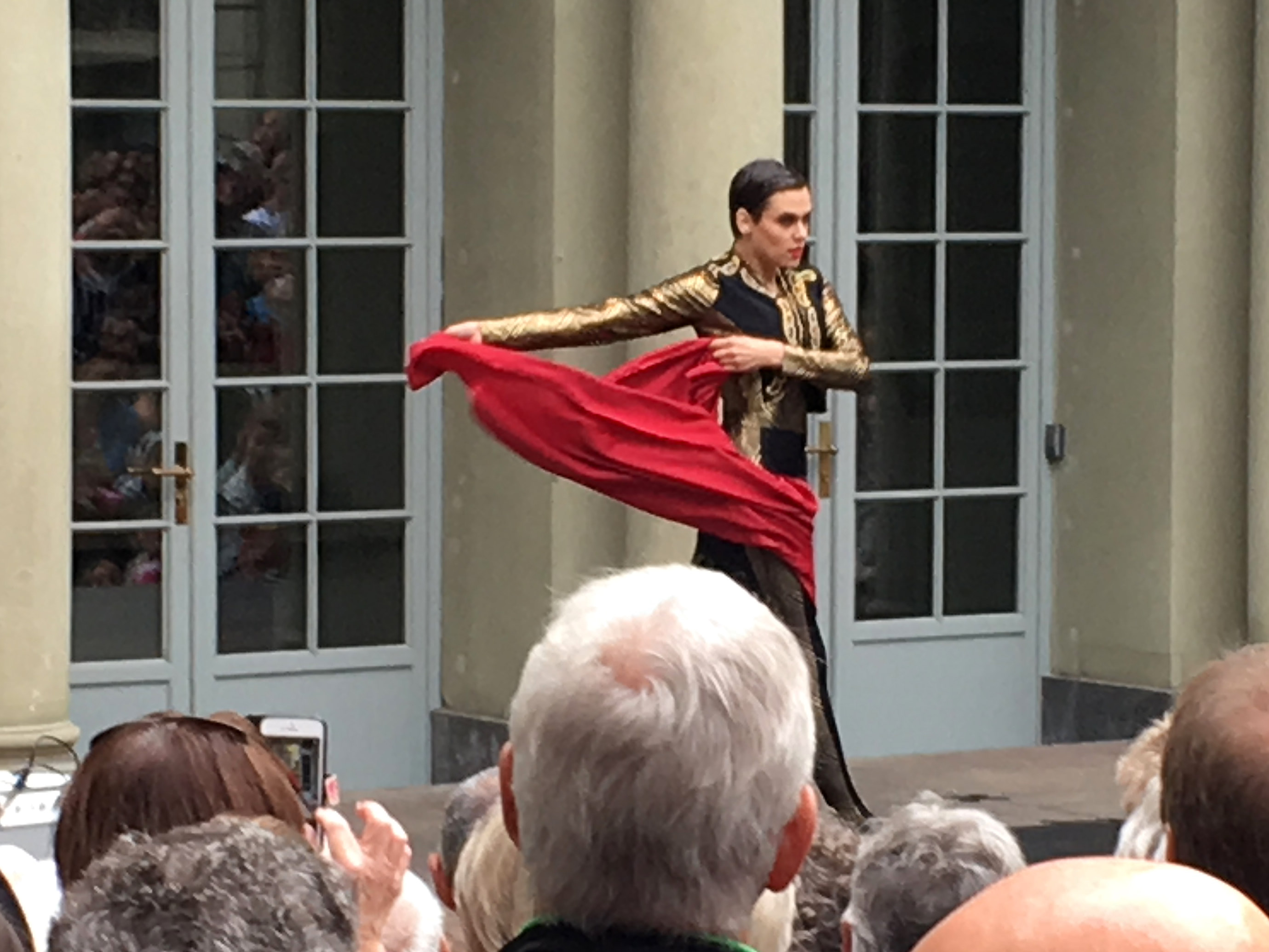
Nina Burri

- Ben Dova, Überlebender der Hindenburg-Katastrophe 1937
- Nina Burri, Solo, Schweiz
- Doug Jones, ehemaliger Kontorsionist, inzwischen Schauspieler
- Angela Laurier, kanadische Regisseurin, Zirkuskünstlerin und Kontorsionistin
- Lili Paul-Roncalli, Zirkusartistin und Model